# Phobos (måne)
Phobos är den större och inre av Mars månar och har fått sitt namn från den grekiska mytologin efter Phobos, son till krigsguden Ares (Mars i romersk mytologi). Phobos roterar närmare en planet än någon annan måne i solsystemet, mindre än 6 000 km ovanför Mars yta, och är också en av de mindre månarna man känner till. Dess officiella beteckning är Mars I. 

## Upptäckt
Baserat på matematikern Angeline Stickney Halls beräkningar kunde hennes man Asaph Hall urskilja Phobos den 18 augusti 1877 klockan 09:14 UTC vid US Naval Observatory i Washington, D.C.. Stickleys beräkningar lade även grunden till upptäckten av Mars andra måne, Deimos.
I artikeln Mars månar finns mer om hur Deimos (och Phobos) upptäcktes i form av Asaph Halls egna anteckningar.

## Banparametrar

Phobos och Deimos omloppsbanor (i skala), sett ovanför Mars nordpol.

Phobos passerar solen, sedd från Mars-rovern Opportunity

Phobos roterar runt Mars under den synkrona banradien, vilket betyder att den rör sig runt Mars fortare än Mars själv roterar. Därför stiger den i väst, rör sig relativt snabbt över himlen (på 4 timmar och 15 minuter eller mindre) och går ner i öster, ungefär två gånger per dag. Den är så nära ytan att den inte kan ses från latituder större än 70,4°.
Den här låga banan betyder att Phobos så småningom kommer förstöras. Samma krafter som styr tidvattnet på jorden sänker dess bana, för tillfället med en hastighet av 1,8 cm per år. Om 30-80 miljoner år kommer den antingen kollidera med Mars eller brytas upp i en planetär ring vilket är mer troligt. Med avseende på Phobos oregelbundna form och ett antagande att den är uppbyggd av en samling "interplanetärt bråte" har det beräknats att Phobos är stabil nog för att överleva dagens tidvatteneffekter men att den kommer passera Roche-gränsen ungefär vid en banradie på 8400 km och sannolikt kommer brytas upp strax därefter.
Sedd från Phobos skulle Mars vara 6 400 gånger större, 2 500 gånger ljusstarkare än fullmånen sedd från jorden, och sträcka sig över ¼ av stjärnhimlen. Sedd från Mars ekvator skulle Phobos ha en tredjedel av månens diameter sedd från jorden. Observatörer på högre latituder (mindre än de 70,4° ovanför vilka Phobos inte alls kan ses) skulle man se en betydligt mindre diameter eftersom de skulle stå längre från Phobos. Den skenbara storleken varierar också med upp till 45% när den passerar på grund av dess korta avstånd till Mars. En observatör på ekvatorn skulle först se Phobos vara 0,14° när den går upp för att sedan svälla till 0,20° vid zenit. Som jämförelse har solen en skenbar storlek på ungefär 0,35° på Marshimlen.  
Det tar 7 timmar, 39 minuter och 31 sekunder för Phobos att gå igenom alla sina faser (jämför med jordmånens 29 dagar och 13 timmar och 44 minuter), vilket endast är 13 sekunder kortare än dess sideriska period. Precis som jordens måne är Phobos låst i en synkron rotation vilket betyder att den alltid visar samma sida mot Mars.

## Fysiska egenskaper

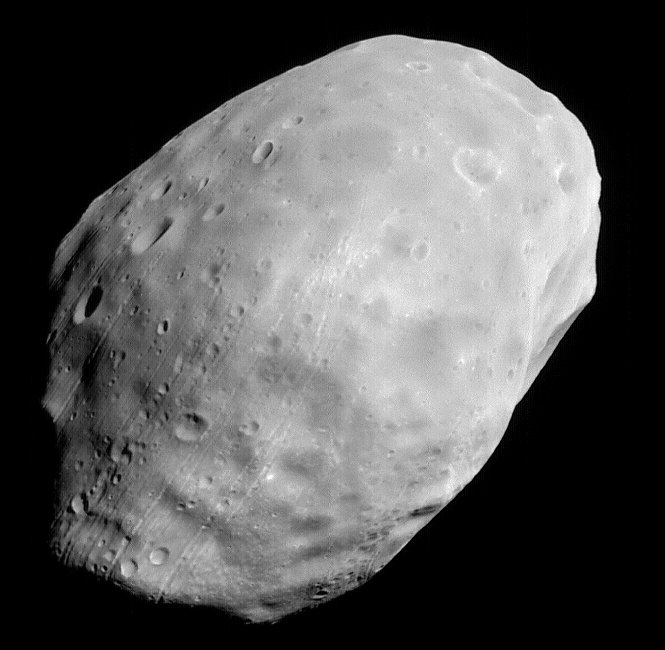
Bild på den bakre sidan av Phobos som inte går att se från Mars, tagen av Mars Global Surveyor 2003.

Phobos är ett mörkt objekt som tycks vara uppbyggd av kolhaltiga material. Den är lik Typ C-asteroider. Phobos densitet är för låg för att vara uppbyggt av ren sten och anses ha en betydande porositet.
Sovjetunionens rymdsond Phobos 2 upptäckte en svag men stadig ström av gas som sipprade ut från Phobos. Dessvärre förlorade man kontakten med rymdsonden innan den kunde avslöja vad gasen bestod av, möjligen kan det vara vattenånga. Nyligen tagna bilder av Mars Global Surveyor indikerar att Phobos täcks av minst ett par meter djupt lager finmald regolit.
Phobos är mycket osfärisk, med dimensioner på 27 × 21,6 × 18,8 km. Den är ärrad av kratrar och det mest iögonfallande särdraget är den stora kratern Stickney, namngiven efter Asaph Halls hustrus (Chloe Angeline Stickney Hall) flicknamn. Precis som Saturnus måne Mimas krater Herschel tros objektet som skapade Stickneykratern nästintill ha krossat Phobos. Skårorna på Phobos, som vanligen är mindre än 30 meter djupa, 100 – 200 m breda och upp till 20 km långa, tros också ha sitt ursprung i den här händelsen.     
En meteorit som hittats på jorden, Kaidunmeteoriten, anses av vissa vara en del av Phobos. Men detta har varit mycket svårt att verifiera, eftersom mycket är okänt om Phobos kemiska sammansättning.

### Ursprung
Phobos och Deimos har båda mycket gemensamt med kolhaltiga (Typ-C) asteroider, med liknande spektrum, albedo och densitet. Detta har lett till spekulationer att båda månarna kan vara infångade från asteroidbältet till en bana runt Mars. Men månarna har mycket cirkulära banor vilka ligger nästan exakt i Mars ekvatorialplan, medan infångade månar skulle förväntas ha en betydligt mer excentrisk bana med slumpmässig inklination. Vissa tecken tyder på att Mars en gång var omgiven av många Phobos- och Deimosliknande objekt som kanske hamnade i en bana runt Mars efter en våldsam kollision med en stor planetesimal, ungefär som jordens måne tros ha bildats fast på en betydligt mindre skala.

## Utforskning av Phobos

### Tidigare expeditioner
Phobos har fotograferats av en rad rymdsonder vars huvudmål egentligen var Mars. Den första var Mariner 9 år 1971, därefter följde Viking 1 år 1977, Fobos 2 år 1988, Mars Global Surveyor år 1998 och 2003, samt Mars Express år 2004. Fobos 1 förlorades på väg till Mars.